# میشل گالاچیو
میشل گالاچیو (انگلیسی: Michele Gallaccio؛ زادهٔ ۳ مارس ۱۹۸۶) بازیکن فوتبال است.